# 국립종자원
국립종자원(國立種子院, Korea Seed & Variety Service)은 신품종 육성자의 권리 보호 및 신품종 등록 등의 사무를 관장하는 대한민국 농림축산식품부의 소속기관이다. 2007년 11월 30일 발족하였으며, 경상북도 김천시 혁신8로 119에 위치하고 있다. 원장은 고위공무원단 나등급에 속하는 임기제공무원으로 보한다.

## 직무
- 신품종 육성자의 권리 보호 및 신품종 등록에 관한 사항
- 주요 농작물 종자의 성능 관리 및 품종 보호
- 신품종 보호 및 품종 등록을 위한 재배시험
- 농작물 종자의 유통 관리
- 우량종자의 생산·판매 및 보급
- 종자 생산에 관한 기술의 개발 및 경종(耕種)의 확립

## 연혁
- 1974년 11월 6일: 농수산부 소속으로 국립종자공급소 설치.
- 1987년 1월 1일: 농림수산부 소속으로 변경.
- 1994년 12월 23일: 농촌진흥청 소속 종자공급소로 개편.
- 1998년 2월 28일: 종자관리소로 개편.
- 2000년 8월 1일: 농림부 소속 국립종자관리소로 개편.
- 2006년 1월 1일: 책임운영기관으로 지정.
- 2007년 11월 30일: 농림부 소속 국립종자원으로 개편.
- 2008년 2월 29일: 농림수산식품부 소속으로 변경.
- 2013년 3월 23일: 농림축산식품부 소속으로 변경.

## 조직

### 원장
| - 운영기획과 - 종자산업지원과 - 식량종자과 - 품종보호과 - 종자검정연구센터 | - 지원 - 충남지원 - 충북지원 - 강원지원 - 전북지원 - 전남지원 - 경북지원 - 경남지원 - 제주지원 - 동부지원 - 서부지원 |